# Scorpidiaceae
Scorpidiaceae Ignatov & Ignatova, 2004 è una famiglia di muschi dell'ordine Hypnales.

## Distribuzione e habitat
La famiglia ha una distribuzione cosmopolita essendo presente in tutti i continenti compresa l'Antartide. 

## Tassonomia
La famiglia comprende 13 specie nei seguenti generi:
- Hamatocaulis Hedenäs (2 specie)
- Hygrohypnella Ignatov & Ignatova (3 spp.)
- Sanionia Loeske (5 spp)
- Scorpidium (Schimp.) Limpr. (3 spp.)